# Södra Ämten
Södra Ämten är en sjö i Storfors kommun i Värmland och ingår i Göta älvs huvudavrinningsområde. Sjön är 8,8 meter djup, har en yta på 1,63 kvadratkilometer och befinner sig 137,2 meter över havet. Sjön avvattnas av vattendraget Ämtån. Vid provfiske har bland annat abborre, braxen, gers och gädda fångats i sjön.

## Delavrinningsområde
Södra Ämten ingår i det delavrinningsområde (660143-140272) som SMHI kallar för Utloppet av Södra Ämten. Medelhöjden är 157 meter över havet och ytan är 7,4 kvadratkilometer. Det finns inga avrinningsområden uppströms utan avrinningsområdet är högsta punkten. Ämtån som avvattnar avrinningsområdet har biflödesordning 5, vilket innebär att vattnet flödar genom totalt 5 vattendrag innan det når havet efter 333 kilometer. Avrinningsområdet består mestadels av skog (70 procent). Avrinningsområdet har 1,63 kvadratkilometer vattenytor vilket ger det en sjöprocent på 22 procent.

## Fisk
Vid provfiske har följande fisk fångats i sjön:
- Abborre
- Braxen
- Gärs
- Gädda
- Gös
- Löja
- Mört
- Nors